# AFNIC
AFNIC (фр. Association française pour le nommage Internet en coopération; Французская ассоциация по сотрудничеству в области доменных имен) — французская некоммерческая организация, занимающаяся управлением домена первого уровня международной сети Интернет во Франции и на территории её заморских владений (включая Французские Южные и Антарктические территории).
Была создана в декабре 1997 года на базе закона о некоммерческих организациях от 1 июля 1901 года совместными усилиями французского правительства и государственного института INRIA.
По информации на сайте организации она занимается управлением доменов верхнего уровня с суффиксами .fr (Франция), .re (Реюньон), .pm (Сен-Пьер и Микелон), .tf (Французские Южные и Антарктические территории), .wf (Уоллис и Футуна) и .yt (Майотта).